# Fortaleza de Kodak
La fortaleza de Kodak (en ucraniano: Кодацька фортеця; en polaco: Twierdza Kudak) fue un castillo  construido en 1635 por el rey polaco Vladislao IV Vasa sobre el río Dniéper, cerca de lo que se convertiría en el pueblo de Stari Kodaki (Dnipró) del óblast de Dnipropetrovsk, Ucrania.
Las ruinas de la fortaleza se encuentra 10 km al sur de Dnipró, en la margen derecha del Dniéper y frente a la desembocadura del río Samara.

## Historia

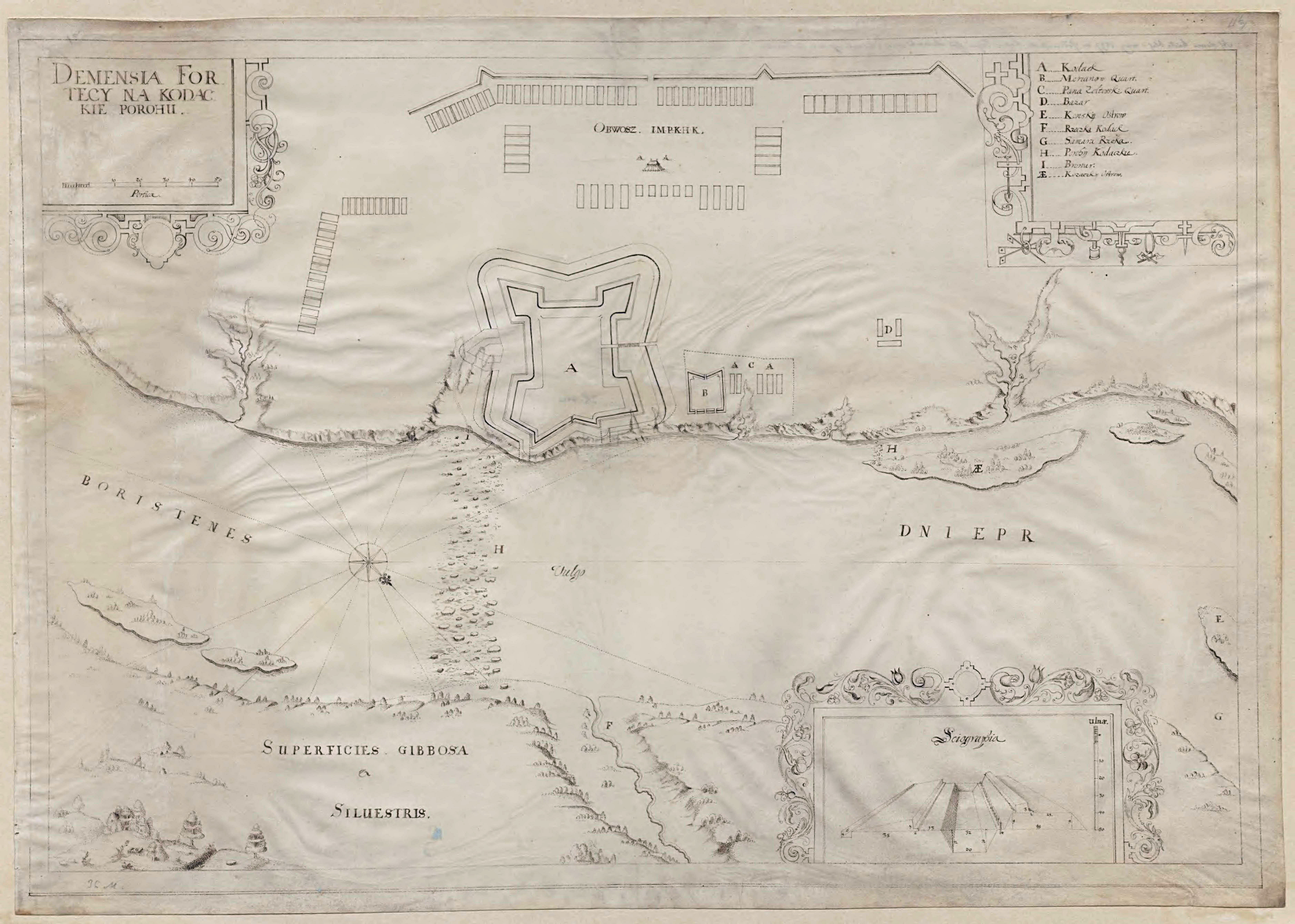
Plano de la fortaleza

La fortaleza fue construida por Estanislao Koniecpolski para controlar los cosacos del Sich de Zaporiyia y evitar que los campesinos ucranianos unieran fuerzas con ellos. Los polacos intentaron establecer el orden en esa zona y encargaron al cartógrafo e ingeniero militar francés Guillaume Le Vasseur de Beauplan la construcción del fuerte. El costo de la fortaleza fue de 100 mil eslotis polacos. El mantenimiento anual de los 8000 cosacos registrados también costaba unos 100 000 zlotys polacos. La guarnición de dragones estaba al mando del oficial francés Jean de Marion.
Poco después de que se completara la construcción en julio de 1635, durante la rebelión de Sulima, las fuerzas cosacas de Iván Sulima capturaron la fortaleza en un ataque sorpresa en la noche del 11 al 12 de agosto de 1635. Los cosacos mataron a toda la guarnición mercenaria alemana (200 hombres, sobrevivieron 15 que estaban de servicio fuera de la fortaleza) y demolieron la fortaleza. Cuenta la leyenda que Jean Marion fue cubierto con pólvora, colgado de un poste y prendido fuego, y que la posterior explosión lo arrojó al Dniéper.
En 1639, el lugar fue reconstruido por los polacos, que contrataron al ingeniero alemán Friedrich Getkant, resultando en la fortaleza con el triple de tamaño. La fortaleza contenía una iglesia católica con el monasterio y una iglesia ortodoxa. Su guarnición se aumentó a 600 con apoyo de la artillería y cerca de dos millas fuera de la fortaleza fue erigida una torre de vigilancia enorme. Jan Zoltowski se convirtió en gobernador de la fortaleza, mientras que Adam Koniecpolski fue su comandante. 
Durante la rebelión de Jmelnitski en 1648, la fortaleza fue liderada por Krzysztof Grodzicki, y se rindió a los cosacos el 1 de octubre de 1648, tras un asedio de siete meses. La fortaleza capituló al escuchar la noticia de la derrota polaca en la batalla de Piliavtsi. Los defensores de la tropa fueron masacrados. El comandante de Kodak y otros oficiales fueron vendidos como esclavos a los tártaros por los cosacos.
Después del tratado de Pereyáslav en 1654, la fortaleza fue atendida por los cosacos. Más tarde fue destruida por parte del Imperio ruso de Pedro el Grande de acuerdo a los términos del tratado del Prut con el Imperio otomano en 1711.
El gobierno soviético intentó destruir los restos de la fortaleza para erradicar los rastros de la influencia polaca en Ucrania estableciendo una cantera en el lugar a principios de la década de 1930. La cantera se cerró en 1994, pero para entonces dos tercios de la fortaleza estaban completamente destruidos y de las fortificaciones quedó un muro.

## Arquitectura
Hasta el día de hoy han sobrevivido los restos de dos baluartes, el terraplén de tierra que los conectaba y fragmentos del terraplén noroeste, y son visibles las huellas de uno de los semibaluartes de la primera fortaleza. También hay allí un monumento, erigido en 1910 a petición de las autoridades rusas, que conmemora el rebelión de Jmelnitski de 1648. La inscripción dice: "En este lugar, el hetman Bogdán Jmelnitski, junto con las tropas de Zaporoyia, capturaron en batalla la fortaleza polaca de Kudak el 24 de abril de 1648". También se ha erigido allí una placa que contiene breve información sobre la fortaleza, como así como su dibujo y piedras que conmemoran el levantamiento cosaco. Las ruinas son ahora un monumento.